# Віліта
Ві́літа (ест. Vilita küla) — село в Естонії, у волості Тюрі повіту Ярвамаа.

## Населення
Чисельність населення на 31 грудня 2011 року становила 23 особи.

## Географія
Поблизу населеного пункту проходить автошлях 5 (Пярну — Раквере — Симеру).